# Järnkorset (film)
Järnkorset (engelska: Cross of iron; tyska: Steiner – Das Eiserne Kreuz) är en brittisk-västtysk krigsfilm från 1977, regisserad av Sam Peckinpah. Filmen är baserad på  den tyske författaren Willi Heinrichs roman Das Geduldige Fleisch från 1955.

## Handling
Året är 1943 och den tyska arméns krigslycka på östfronten har vänt efter nederlaget i slaget vid Stalingrad. Vid ett hårt ansatt tyskt infanteriregemente utkämpas en intern strid mellan korpral Rolf Steiner och kapten Stransky. Steiner är en man av folket som har fått nog av krigets meningslösa blodbad. Kaptenen däremot är en adlig karriärist som strävar efter att belönas med utmärkelsen Järnkorset för tapperhet i fält.

## Om filmen
Exteriörerna till filmen spelades in i Jugoslavien där filmteamet använde sig av autentiska kulsprutor och stridsvagnar utlånade av den jugoslaviska armén.

## Rollista
| Skådespelare      | Roll                                        |
| ----------------- | ------------------------------------------- |
| James Coburn      | Feldwebel Rolf Steiner                      |
| Maximilian Schell | Hauptmann Stransky                          |
| James Mason       | Oberst Brandt                               |
| David Warner      | Hauptmann Kiesel                            |
| Klaus Löwitsch    | Obergefreiter Krüger                        |
| Vadim Glowna      | Schütze Kern                                |
| Roger Fritz       | Leutnant Triebig                            |
| Dieter Schidor    | Schütze Anselm                              |
| Burkhard Driest   | Schütze Maag                                |
| Fred Stillkrauth  | Obergefreiter Karl "Schnurrbart" Reisenauer |
| Michael Nowka     | Schütze Dietz                               |
| Véronique Vendell | Marga                                       |
| Arthur Brauss     | Schütze Zoll                                |
| Senta Berger      | Eva                                         |
| Igor Galo         | Oberleutnant Meyer                          |
| Slavko Štimac     | Sovjetisk barnsoldat                        |
| Demeter Bitenc    | Hauptmann Pucher                            |
| Vladan Živković   | Wolf                                        |
| Bata Kameni       | Obergefreiter Josef Keppler                 |
| Hermina Pipinić   | Sovjetisk kvinnlig soldat                   |

### Webbkällor
- http://www.imdb.com/title/tt0074695/
- Engelska Wikipedia